# Осипенко, Павел Ефимович
Па́вел Ефи́мович Осипе́нко (1919—1998) — советский металлург, директор Таганрогского металлургического завода с 1963 по 1986 год, Герой Социалистического Труда.

## Биография
Павел Ефимович Осипенко родился 1 января 1919 года в деревне Малая Помошная Елисаветградского уезда Херсонской губернии (ныне Новоукраинского района Кировоградской области Украины) в бедной крестьянской семье.
В начале 1930-х годов семья перебралась в город Днепропетровск. Окончив здесь семилетнюю общеобразовательную школу, Павел поступил в Днепропетровский индустриальный техникум. Получив в техникуме специальность техника-механика по оборудованию металлургических печей, был направлен на Кузнецкий металлургический комбинат. Работал там мастером, помощником начальника мартеновского и листопрокатного цехов, в отделе главного механика. Поступил на вечерний факультет Сибирского металлургического института. В 1943 году получил диплом инженера-металлурга прокатно-волочильного производства.
В октябре 1950 года судьба привела П. Е. Осипенко в Таганрог, на металлургический завод имени Андреева. П. Е. Осипенко прошёл путь от механика трубопрокатного цеха до директора завода (1963). Под непосредственным руководством П. Е. Осипенко были построены трубопрокатный цех № 2, мартеновская печь № 8, трубосварочный цех № 4, новолитейный цех, усовершенствована и расширена шихто-копровая база, осуществлена реконструкция старых трубосварочных цехов с установкой новых трубоэлектросварных станов, построено цинковальное отделение в ТСЦ № 3, реконструировано прокатное производство. В декабре 1971 года объём производства стали был доведён до 1 миллиона тонн в год, а также производство труб — до 1 миллиона тонн в год.
С 1986 года П. Е. Осипенко — доцент кафедры организации производства и экономики в Таганрогском радиотехническом институте.
Умер 2 декабря 1998 года. Похоронен в городе Таганроге на «Аллее славы» Николаевского кладбища.

## Награды и звания
- Лауреат Государственной премии СССР и премии Совета министров СССР, Герой Социалистического Труда, кавалер двух орденов Ленина, кавалер ордена «Знак Почёта», кавалер ордена Октябрьской Революции, награждён многими медалями.
- Почётный металлург РФ. Заслуженный металлург РФ. Почётный гражданин г. Таганрога[3].
- В 2004 году Павлу Ефимовичу Осипенко посмертно было присвоено звание «Почётный гражданин Таганрога»[4].

## Память
Именем П. Е. Осипенко в декабре 1998 года в Таганроге названа улица Осипенко (бывшая Межевая улица). В начале этой улицы Герою установлена памятная доска.